# MICEX

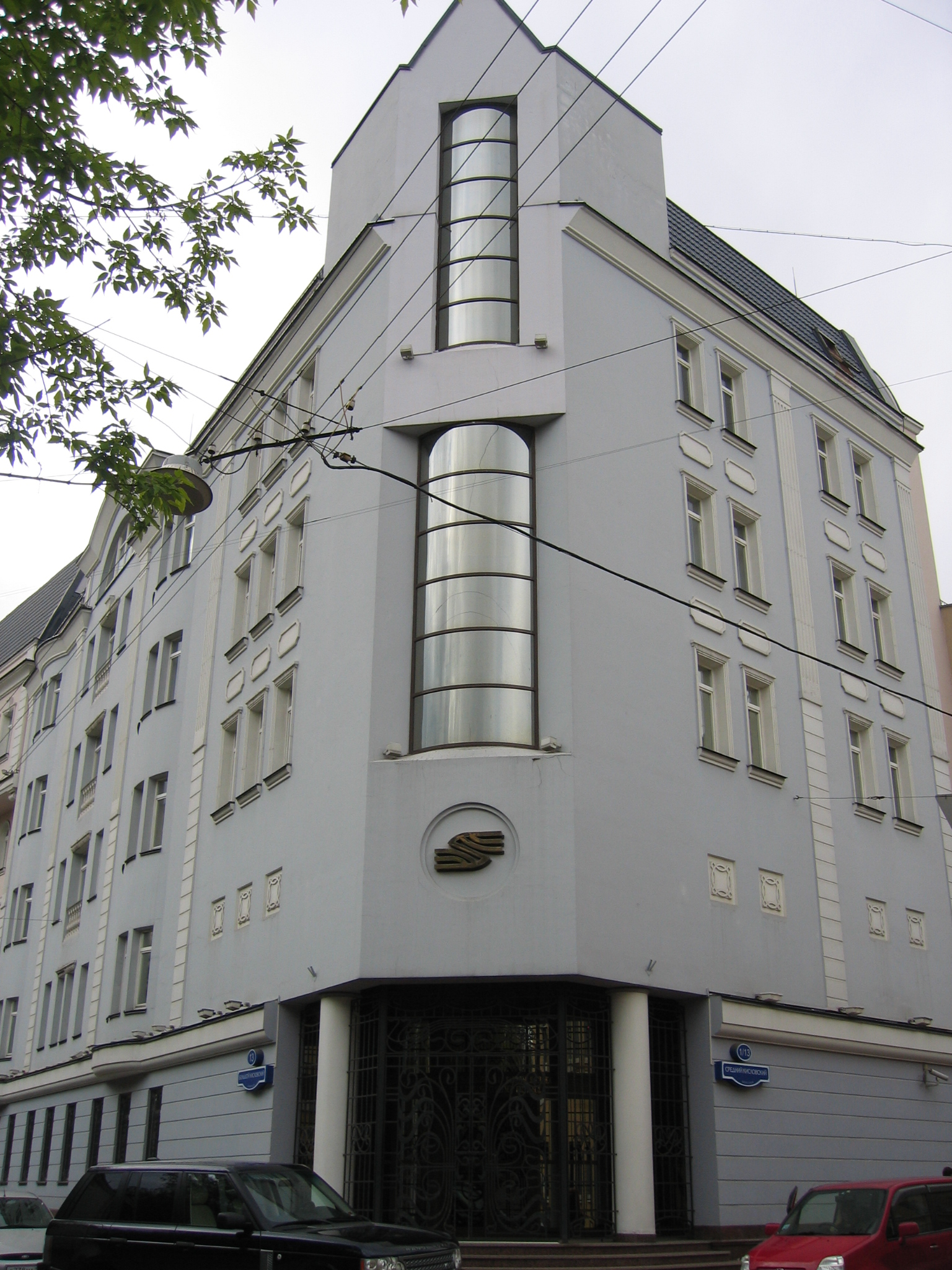
Das MICEX-Hauptgebäude in Moskau

MICEX ist die Abkürzung für die Moscow Interbank Currency Exchange (russisch Московская межбанковская валютная биржа). Die Moskauer MICEX-Börse war bis zu ihrer Fusion mit RTS 2011 die größte und liquideste Börse in Russland. Sie war auch die erste und einzige sowjetische Börse.

## Geschichte
Die MICEX war die zentralisierte Handelsplattform der MICEX-Gruppe für den russischen Kapitalmarkt. Sowohl das Wertpapierhandelsgeschäft als auch das Clearing wurde von der MICEX-Gruppe über diverse Tochterfirmen wie zum Beispiel MICEX Settlement House, National Depository Center und das National Clearing Center übernommen. Die MICEX betrieb die Devisenbörse, die Unternehmens- und Staatsanleihenhandelsplattform sowie Derivate- und Kassamarktgeschäfte. Sie hatte in Russland einen Marktanteil von 90 Prozent. Im Jahr 2006 lag das Handelsvolumen bei rund 1,9 Billionen US-Dollar.
Am 29. Juni 2011 unterzeichneten das russische Handelssystem RTS und die Interbanken-Devisenbörse MICEX einen juristisch verbindlichen Fusionsvertrag. Fünf RTS-Großaktionäre (Renaissance Capital, Aton Capital, Alfa-Bank, Troika Dialog und Da Vinci Capital) verkauften insgesamt 53,7 Prozent der Anteile an MICEX. Laut Angaben der Zentralbank der Russischen Föderation betrug der Wert von RTS 1,15 Milliarden US-Dollar und von Micex 3,45 Milliarden US-Dollar. Der Kauf erfolgte zu 35 Prozent in bar und zu 65 Prozent mittels Aktientausch.
Seit dem 19. Dezember 2011 hat die neue Börse MICEX-RTS ihren Dienst aufgenommen.